# Кушакевич, Иван Матвеевич
Иван Матвеевич Кушакевич (1807 — 8 [20] февраля 1886) — русский морской офицер, участник  Русско-турецкой войны 1828—29 годов и Крымской войны, вице-адмирал (1878). Кавалер ордена Святого Георгия 4 степени (1853). 

## Биография
Родился в 1807 году. Начал службу в 1823 году в морской артиллерии. Активно участвовал в морских боях Русско-турецкой войны 1828—29 годов, в частности, в экспедиции русской эскадры вдоль турецкого побережья, в ходе которой  в Пендераклии был сожжён 60-пушечный турецкий корабль, а в Акчесаре — затоплен корвет.
Дворянин Таврической губернии, внесен в 1947 году в третью часть родословной книги по выслуге чина 8 ранга.
Кавалер ордена Святого Георгия 4 степени № 9269 от 26 ноября 1853 в чине поручика.
В Крымскую войну, когда англо-французский флот 12 мая 1854 года вошёл в Азовское море и угрожал завладеть русскими военными судами, значительно уступавшими им числом и огневой мощью, Кушакевич, служивший по-прежнему в обер-офицерском чине, поджёг свой пароход «Могучий», который в то время стоял на ремонте в Керчи, чтобы он не достался противнику. Последовавшим взрывом пороховой камеры Кушакевич был сильно подброшен в воздух и получил тяжёлую контузию и ушибы. При занятии английскими войсками Керчи, он, лежа в госпитале, стал английским пленным, но через несколько дней был похищен из плена лейтенантом И. И. Федоровичем. 
Тяжелые раны заставили Кушакевича покинуть строевую службу. В конце 1850-х годов был полицеймейстером в Херсоне, в 1863 году был назначен презусом военного суда Николаевского порта. В 1876—1882 годах был председателем этого суда, причём в 1878 году был произведён в вице-адмиралы. В 1882 году по возрасту и состоянию здоровья покинул эту должность.
Скончался Иван Матвеевич Кушакевич в 1886 году.
Согласно дореволюционному словарю РБС, «Кушакевич оставил по себе прекрасную память, как человек твердый, стойкий, строгой честности и чрезвычайно добрый».